# Deer Park, Wisconsin
Deer Park là một làng thuộc quận St. Croix, tiểu bang Wisconsin, Hoa Kỳ. Năm 2006, dân số của làng này là 227 người.